# 谭家山镇
谭家山镇是一个乡级行政区，位于中国湖南省湘潭县中南部。总面积100.45平方公里，距离湘潭县城15公里，东面是古岳峰镇和雷打石镇，南面是中路铺镇，西面是射埠镇。下辖28个村和2个社区。总人口51540人，其中农业人口36045人。境内有煤矿资源，全镇以洗煤加工为主导产业。2016年以后，依据国家新能源计划，全镇所有煤矿已关闭。

## 行政区划
谭家山镇下辖以下村级行政区划单位
左塘社区、土地庙社区、高塘村、花门村、石洪村、新泉村、南泉村、棠霞村、长岭铺村、新龙铺村、钢铁村、陈家垅村、仙娥村、月塘湾村、荷叶坝村、朝联村、铜牌村、高山村、茶元村、泉丰村、金泉村、紫竹村、长塘村、肖冲村、响垅村、茅亭村、坪塘村、榜塘村、铁炉村和竹霞村。